# Lista de prefeitos de Porto Ferreira
Esta é a lista de prefeitos e vice-prefeitos do município de Porto Ferreira, município brasileiro do estado de São Paulo.
| Nº | Nome                              | Imagem                     | Partido                                          | Vice-prefeito                                         | Início do mandato       | Fim do mandato                                        | Observações                                   |
| 1  | João Miranda Salgueiro            |                            | Partido Republicano Paulista PRP                 | —                                                     | 1897                    | 1898                                                  | Intendente                                    |
| 2  | Francisco José de Araújo Lima     |                            | Partido Republicano Paulista PRP                 | —                                                     | 1899                    | 1900                                                  | Chefe de Governo                              |
| —  | José Ramos dos Santos Sobrinho    |                            | Partido Republicano Paulista PRP                 | —                                                     | 1900                    |                                                       | Intendente                                    |
| 3  | João Vicente de Araújo            |                            | Partido Republicano Paulista PRP                 | —                                                     | 1901                    | 1902                                                  | Intendente                                    |
| 4  | Viriato Montenegro                |                            | Partido Republicano Paulista PRP                 | —                                                     | 1902                    | 1904                                                  | Chefe de Governo                              |
| —  | Carlindo Valeriani                |                            | Partido Republicano Paulista PRP                 | —                                                     | 1903                    |                                                       | Intendente                                    |
| 5  | Alfredo Vitório da Silva          |                            | Partido Republicano Paulista PRP                 | —                                                     | 1904                    | 1907                                                  | Intendente                                    |
| 6  | Mathias Gomes Cardoso             |                            | Partido Republicano Paulista PRP                 | —                                                     | 1905                    | 1907                                                  | Chefe de Governo                              |
| 7  | Mathias Gomes Cardoso             |                            | Partido Republicano Paulista PRP                 | —                                                     | 1908                    | 1909                                                  | Prefeito eleito indiretamente                 |
| 8  | Bento José de Carvalho            |                            | Partido Republicano Paulista PRP                 | —                                                     | 1910                    | 1916                                                  | Prefeito eleito indiretamente                 |
| 9  | João Procópio Sobrinho            |                            | Partido Republicano Paulista PRP                 | —                                                     | 1917                    | 1918                                                  | Prefeito eleito indiretamente                 |
| 10 | Francisco Inácio de Souza Almeida |                            | Partido Republicano Paulista PRP                 | —                                                     | 1º de fevereiro de 1919 | 1º de maio de 1929                                    | Prefeito eleito indiretamente                 |
| 11 | José Teixeira Vilela Filho        |                            | Partido Republicano Paulista PRP                 | —                                                     | 2 de maio de 1929       | 25 de novembro de 1930                                | Prefeito eleito indiretamente                 |
| —  | Indalécio Francisco Rezende       |                            | Partido Liberal Paulista PLP                     | —                                                     | 26 de novembro de 1930  | 12 de novembro de 1931                                | Prefeito nomeado interinamente                |
| 12 | Carlindo Valeriani                |                            | Partido Progressista PP                          | —                                                     | 13 de novembro de 1931  | 27 de abril de 1938                                   | Prefeito nomeado pelo Governador              |
| 13 | Nelson Pereira Lopes              |                            | Partido Republicano Progressista PRP             | —                                                     | 28 de abril de 1938     | 6 de novembro de 1940                                 | Prefeito nomeado pelo Governador              |
| 14 | José Teixeira Vilela Filho        |                            | Partido Republicano Progressista PRP             | —                                                     | 7 de novembro de 1940   | 31 de dezembro de 1942                                | Prefeito nomeado pelo Governador              |
| 15 | Nicolau de Vergueiro Forjaz       |                            | Partido Social Democrático PSD                   | —                                                     | 1º de janeiro de 1943   | 4 de fevereiro de 1944                                | Prefeito nomeado pelo Governador              |
| 16 | Syrio Ignátios                    |                            | Partido Democrata Cristão PDC                    | —                                                     | 5 de fevereiro de 1944  | 14 de março de 1947                                   | Prefeito nomeado pelo Governador              |
| 17 | João Teixeira                     |                            | Partido Social Progressista PSP                  | —                                                     | 14 de março de 1947     | 30 de janeiro de 1948                                 | Prefeito nomeado pelo Governador              |
| 18 | Manuel da Silva Oliveira          |                            | Partido Social Progressista PSP                  | —                                                     | 31 de janeiro de 1948   | 30 de janeiro de 1952                                 | Prefeito eleito em sufrágio universal         |
| 19 | Paschoal Salzano                  |                            | Partido Social Progressista PSP                  | Oswaldo da Cunha Leme                                 | 31 de janeiro de 1952   | 30 de janeiro de 1956                                 | Prefeito e vice eleitos em sufrágio universal |
| 20 | Oswaldo da Cunha Leme             |                            | Partido Democrata Cristão PDC                    |                                                       | 31 de janeiro de 1956   | 30 de janeiro de 1960                                 | Prefeito eleito em sufrágio universal         |
| 21 | Joaquim Coelho Filho              |                            | Partido Trabalhista Brasileiro PTB               |                                                       | 31 de janeiro de 1960   | 30 de janeiro de 1964                                 | Prefeito eleito em sufrágio universal         |
| 22 | Oswaldo da Cunha Leme             |                            | Movimento Democrático Brasileiro MDB             |                                                       | 31 de janeiro de 1964   | 30 de janeiro de 1969                                 | Prefeito eleito em sufrágio universal         |
| 23 | Joaquim Coelho Filho              |                            | Aliança Renovadora Nacional ARENA                |                                                       | 31 de janeiro de 1969   | 30 de janeiro de 1973                                 | Prefeito eleito em sufrágio universal         |
| 24 | Dorival Braga                     |                            | Movimento Democrático Brasileiro MDB             |                                                       | 31 de janeiro de 1973   | 31 de janeiro de 1976                                 | Prefeito eleito em sufrágio universal         |
| 25 | Clayton Ernandes Arantes          |                            | Aliança Renovadora Nacional ARENA                | Sinésio Dias da Silva                                 | 1º de fevereiro de 1977 | 3 de maio de 1982                                     | Prefeito e vice eleitos em sufrágio universal |
| 26 | Sinésio Dias da Silva             |                            | Partido Democrático Social PDS                   | —                                                     | 4 de maio de 1982       | 31 de janeiro de 1983                                 | Vice-prefeito eleito no cargo de titular      |
| 27 | Dorival Braga                     |                            | Partido do Movimento Democrático Brasileiro PMDB | Valdir Bosso                                          | 1º de fevereiro de 1983 | 31 de dezembro de 1988                                | Prefeito e vice eleitos em sufrágio universal |
| 28 | Valdir Bosso                      |                            | Partido do Movimento Democrático Brasileiro PMDB |                                                       | 1º de janeiro de 1989   | 31 de dezembro de 1992                                | Prefeito eleito em sufrágio universal         |
| 29 | Carlos Alberto Teixeira           |                            | Partido da Frente Liberal PFL                    |                                                       | 1º de janeiro de 1993   | 31 de dezembro de 1996                                | Prefeito eleito em sufrágio universal         |
| 30 | André Luís Anchão Braga           |                            | Partido da Social Democracia Brasileira PSDB     |                                                       | 1º de janeiro de 1997   | 31 de dezembro de 2000                                | Prefeito eleito em sufrágio universal         |
| 30 | André Luís Anchão Braga           |                            | Partido da Social Democracia Brasileira PSDB     | 1º de janeiro de 2001                                 | 11 de maio de 2004      | Prefeito reeleito em sufrágio universal               |                                               |
| —  | Carlos Alberto Teixeira           |                            | Partido da Frente Liberal PFL                    | —                                                     | 12 de maio de 2004      | 31 de dezembro de 2004                                |                                               |
| 31 | Maurício Sponton Rasi             |                            | Partido dos Trabalhadores PT                     | Luís Adriano Alves Pinto (PSDC)                       | 1º de janeiro de 2005   | 31 de dezembro de 2008                                | Prefeito e vice eleitos em sufrágio universal |
| 31 | Maurício Sponton Rasi             | Saldanha Leivas Cougo (PP) | Partido dos Trabalhadores PT                     | 1º de janeiro de 2009                                 | 31 de dezembro de 2012  | Prefeito reeleito e vice eleito em sufrágio universal |                                               |
| 32 | Renata Anchão Braga               |                            | Partido da Social Democracia Brasileira PSDB     | Carlos Eduardo Miguel da Silva (PSDB)                 | 1º de janeiro de 2013   | 31 de dezembro de 2016                                | Prefeita e vice eleitos em sufrágio universal |
| 33 | Rômulo Rippa                      |                            | Partido Social Democrático PSD                   | Saldanha Leivas Cougo (PRB) até 2019 (PODE) após 2020 | 1º de janeiro de 2017   | 31 de dezembro de 2020                                | Prefeito e vice eleitos em sufrágio universal |
| 33 | Rômulo Rippa                      | 1° de janeiro de 2021      | Partido Social Democrático PSD                   | Saldanha Leivas Cougo (PRB) até 2019 (PODE) após 2020 | 31 de dezembro de 2024  | Prefeito e vice reeleitos em sufrágio universal       |                                               |
| 34 | André Braga                       |                            | Partido Liberal PL                               | Alan Tangerina dos Santos (UNIÃO)                     | 1° de janeiro de 2025   | Atualidade                                            | Prefeito e vice eleitos em sufrágio universal |